# Kirsty Hay
Kirsty Hay (* 9. Februar 1972 in Glasgow als Kirsty Addison) ist eine schottische Curlerin.
Ihr internationales Debüt hatte Hay bei der Europameisterschaft 1989 in Engelberg, sie blieb aber ohne Medaille. 1990 gewann sie bei der Juniorenweltmeisterschaft in Portage la Prairie mit der Goldmedaille ihr erstes Edelmetall.
Hay spielte als Skip der britischen Mannschaft bei den XVIII. Olympischen Winterspielen in Nagano im Curling. Die Mannschaft belegte nach ein 6:10-Niederlage gegen Schweden um Skip Elisabet Gustafson den vierten Platz.

## Erfolge
- Juniorenweltmeisterin 1990, 1993
- 2. Platz Europameisterschaft 1992, 1995